# Арне Брустад
Арне Брустад (норв. Arne Brustad, 14 квітня 1912, Христіанія — 22 серпня 1987, Осло) — норвезький футболіст, що грав на позиції нападника за клуб «Люн», а також національну збірну Норвегії.
Дворазовий володар Кубка Норвегії. 

## Клубна кар'єра
У футболі дебютував 1930 року виступами за команду клубу «Люн», кольори якої і захищав протягом усієї своєї кар'єри гравця, що тривала цілих дев'ятнадцять років.  За цей час двічі виборював титул володаря Кубка Норвегії.
| Дата       | Місто             | Господарі  | Результат | Гості     | Турнір                        | Голи | Примітки        |
| ---------- | ----------------- | ---------- | --------- | --------- | ----------------------------- | ---- | --------------- |
| 31.05.1935 | Осло              | Норвегія   | 2 – 0     | Угорщина  | товариський матч              | -    |                 |
| 23.06.1935 | Копенгаген        | Данія      | 1 – 0     | Норвегія  | Чемпіонат П. Європи 1933—1936 | -    | 30'             |
| 18.06.1936 | Осло              | Норвегія   | 1 – 2     | Швейцарія | товариський матч              | -    |                 |
| 05.07.1936 | Гетеборг          | Швеція     | 2 – 0     | Норвегія  | Чемпіонат П. Європи 1933—1936 | -    |                 |
| 26.07.1936 | Стокгольм         | Швеція     | 3 – 4     | Норвегія  | товариський матч              | -    |                 |
| 03.08.1936 | Берлін            | Норвегія   | 4 – 0     | Туреччина | Літні Олімпійські ігри 1936   | 1    | 53'             |
| 07.08.1936 | Берлін            | Німеччина  | 0 – 2     | Норвегія  | Літні Олімпійські ігри 1936   | -    |                 |
| 10.08.1936 | Берлін            | Італія     | 2 – 1     | Норвегія  | Літні Олімпійські ігри 1936   | 1    | 58'             |
| 13.08.1936 | Берлін            | Норвегія   | 3 – 2     | Польща    | Літні Олімпійські ігри 1936   | 3    | 15' 21' 84'     |
| 06.09.1936 | Осло              | Норвегія   | 0 – 2     | Фінляндія | Чемпіонат П. Європи 1933—1936 | -    |                 |
| 20.09.1936 | Осло              | Норвегія   | 3 – 3     | Данія     | Чемпіонат П. Європи 1933—1936 | 1    | 8'              |
| 01.11.1936 | Амстердам         | Нідерланди | 3 – 3     | Норвегія  | товариський матч              | 2    | 72' 79'         |
| 14.05.1937 | Осло              | Норвегія   | 0 – 6     | Англія    | товариський матч              | -    |                 |
| 27.05.1937 | Осло              | Норвегія   | 1 – 3     | Італія    | товариський матч              | -    |                 |
| 13.06.1937 | Копенгаген        | Данія      | 5 – 1     | Норвегія  | Чемпіонат П. Європи 1937—1947 | -    |                 |
| 05.09.1937 | Гельсінкі         | Фінляндія  | 0 – 2     | Норвегія  | Чемпіонат П. Європи 1937—1947 | -    |                 |
| 19.09.1937 | Осло              | Норвегія   | 3 – 2     | Швеція    | Чемпіонат П. Європи 1937—1947 | 1    | 44'             |
| 10.10.1937 | Осло              | Норвегія   | 3 – 2     | Ірландія  | Відбір до ЧС 1938             | -    |                 |
| 31.05.1938 | Осло              | Норвегія   | 1 – 0     | Естонія   | товариський матч              | 1    | 65'             |
| 05.06.1938 | Марсель           | Італія     | 2 – 1     | Норвегія  | ЧС 1938                       | 1    | 83'             |
| 17.06.1938 | Осло              | Норвегія   | 9 – 0     | Фінляндія | Чемпіонат П. Європи 1937—1947 | 4    | 11' 22' 25' 33' |
| 04.09.1938 | Осло              | Норвегія   | 2 – 1     | Швеція    | товариський матч              | -    |                 |
| 18.09.1938 | Осло              | Норвегія   | 1 – 1     | Данія     | Чемпіонат П. Європи 1937—1947 | -    |                 |
| 02.10.1938 | Сольна            | Швеція     | 2 – 3     | Норвегія  | Чемпіонат П. Європи 1937—1947 | 1    | 16'             |
| 09.11.1938 | Ньюкасл-апон-Тайн | Англія     | 4 – 0     | Норвегія  | товариський матч              | -    |                 |
| 02.06.1939 | Сольна            | Швеція     | 3 – 2     | Норвегія  | товариський матч              | -    |                 |
| 14.06.1939 | Копенгаген        | Норвегія   | 1 – 0     | Швеція    | товариський матч              | -    |                 |
| 18.06.1939 | Копенгаген        | Данія      | 6 – 3     | Норвегія  | товариський матч              | 1    | 25'             |
| 22.06.1939 | Осло              | Норвегія   | 0 – 4     | Німеччина | товариський матч              | -    |                 |
| 22.10.1939 | Копенгаген        | Данія      | 4 – 1     | Норвегія  | Чемпіонат П. Європи 1937—1947 | -    |                 |
| 26.08.1945 | Копенгаген        | Данія      | 4 – 2     | Норвегія  | товариський матч              | -    |                 |
| 21.10.1945 | Сольна            | Швеція     | 10 – 0    | Норвегія  | товариський матч              | -    |                 |
| 16.06.1946 | Осло              | Норвегія   | 2 – 1     | Данія     | товариський матч              | -    |                 |
| Усього     |                   | Матчів     | 33        |           | Голів                         | 17   |                 |

Помер 22 серпня 1987 року на 76-му році життя у місті Осло.

## Титули і досягнення
- Володар Кубка Норвегії (2):

«Люн»: 1945, 1946
- Бронзовий олімпійський призер: 1936